# Euphylidorea lineola
Euphylidorea lineola är en tvåvingeart som först beskrevs av Johann Wilhelm Meigen 1804.  Euphylidorea lineola ingår i släktet Euphylidorea och familjen småharkrankar. Arten är reproducerande i Sverige. Inga underarter finns listade i Catalogue of Life.